# Paula Stone
Paula Stone (New York, 28 gennaio 1912 – Sherman Oaks, 23 dicembre 1997) è stata un'attrice statunitense.

## Biografia
Figlia di Fred Stone e Allene Crater, entrambi attori di rivista, cominciò a recitare ancora adolescente come le sorelle Carol e Dorothy. Debuttò nel 1925 a Chicago nella commedia musicale Stepping Stones e per trent'anni continuò a calcare il palcoscenico. Con due western, Hop-Along Cassidy (1935) e Treachery Rides the Range (1936), esordì nel cinema. Seguirono pochi altri film, l'ultimo dei quali fu Laugh It Off (1939), un musical della Universal Pictures. Negli anni Quaranta e Cinquanta condusse trasmissioni radiofoniche.
Sposata due volte, ebbe un figlio, Michael Sloan, sceneggiatore e produttore televisivo.

## Filmografia
- Hop-Along Cassidy (1935)
- Treachery Rides the Range (1936)
- Two Against the World (1936)
- L'uomo ucciso due volte (1936)
- Trailin' West (1936)
- Red Lights Ahead (1936)
- Swing It Professor (1937)
- Atlantic Flight (1937)
- Una ragazza puro sangue (1937)
- Convicts at Large (1938)
- Spregiudicati (1939)
- Laugh It Off (1939)